# Breza, Bosna in Hercegovina
Breza je mesto in središče istoimenske občine v Bosni in Hercegovini. Je del Zeniško-dobojskega kantona in meji na tri občine: Ilijaš, Vareš in Visoko. Meri 72,9 km2.

## Zgodovina
Breza je prvič omenjena v zgodovinskih dokumentih iz drugega stoletja n.š. z imenom Hedum Kastelum (»naseljena trdnjava«). Bila je sedež plemena Dezitijati, iz tega obdobja je tudi veliko pomembnih spomenikov (najpomembnejši sta dve cerkvi iz petega stoletja). 
Obe baziliki sta del večjih stavb. Na stebru ene od njih je vgravirana celotna germanska runa futhark, na drugi pa latinska abeceda. Vse to skupaj z drugimi najdbami in načinom gradnje kaže na 6. stoletje in na vzhodne Gote kot ustanovitelje te stavbe. Glede na monumentalnost se sklepa, da je bil kompleks v Brezi prebivališče vzhodnogotskega upravnega uradnika. V Brezi je več arheoloških najdišč, ki so premalo raziskana. Najbolj znano je arheološko najdišče Kamenjača.

## Lokalne skupnosti

### Mestne krajevne skupnosti
- MZ Breza - vključuje naselje Breza

### Podeželske krajevne skupnosti
- MZ Bukovik - vključuje naselje Bukovik,
- MZ Gornja Breza - vključuje naselja: Banjevac, Gornja Breza, Prhinje in Vijesolići,
- MZ Koritnik - vključuje naselja: Koritnik, Seoce in Vlahinje,
- MZ Mahala - vključuje naselja: Bulbušići, Kamenice, Mahala, Potkraj, Smailbegovići in Založje,
- MZ Mahmutovića Rijeka - vključuje naselja: Mahmutovića Rijeka in Nasići,
- MZ Slivno - vključuje naselja: Orahovo, Slivno in Trtorići,
- MZ Sutješćica - vključuje naselji: Smrekovica in Sutješćica,
- MZ Vardište - vključuje naselje Vardište,
- MZ Župča - vključuje naseljena mesta: Izbod, Očevlje, Podgora, Vrbovik in Župča .

## Znane osebe
- Alija Sirotanović
- Haris Silajdžić